# KV32
KV32 (Kings' Valley 32) è la sigla che identifica una delle tombe della Valle dei Re in Egitto; era la sepoltura della regina Tia’a, moglie di Amenhotep II e madre di Thutmosi IV.

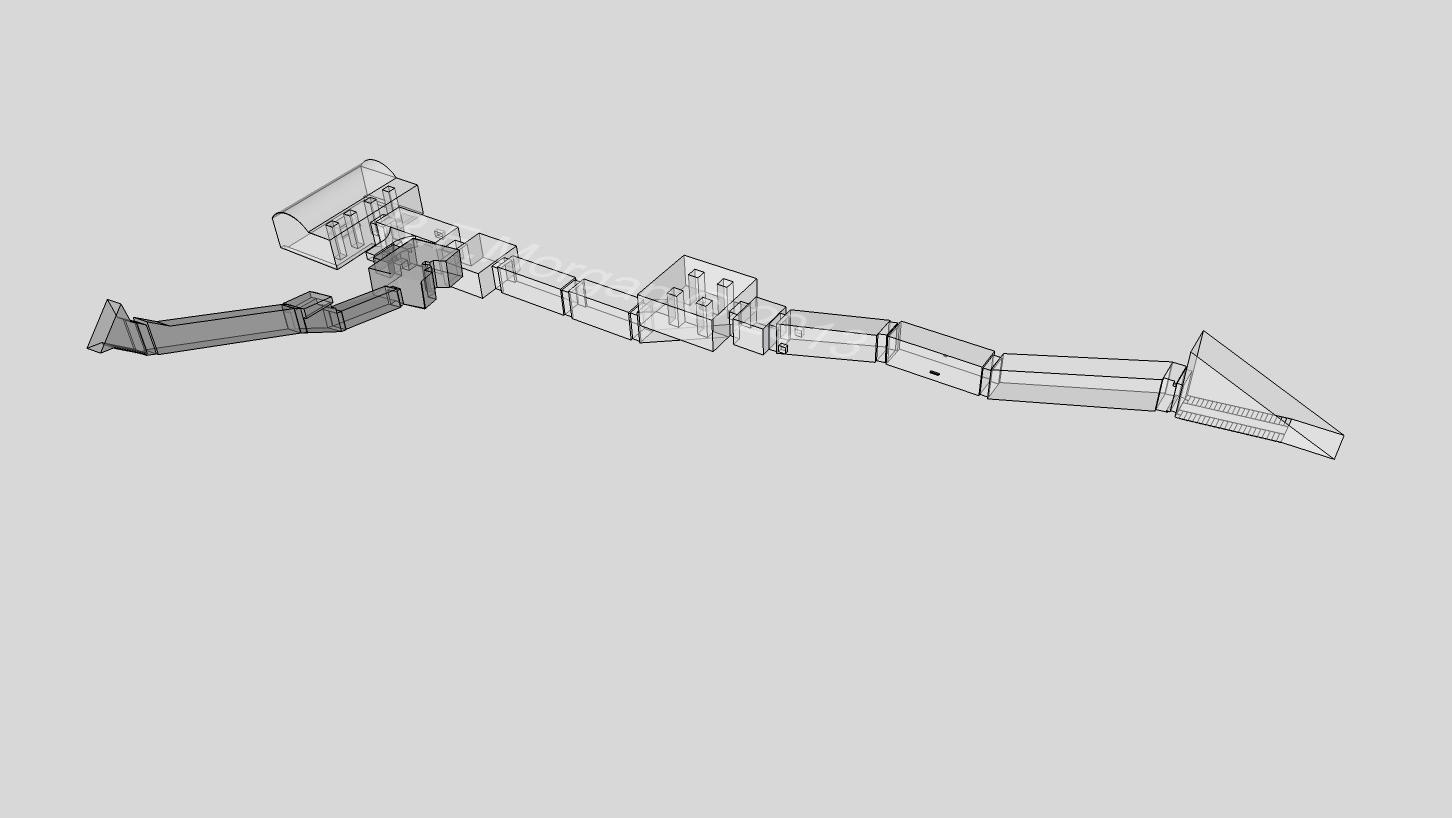
Lo sconfinamento in KV32 durante i lavori di realizzazione della KV47

La tomba, che non venne mai ultimata né rifinita, è costituita da un'anticamera da cui si diparte un corridoio in discesa che termina in una scala cui segue un secondo corridoio che termina in quella che, se fosse stata ultimata, sarebbe verosimilmente stata la camera funeraria con un pilastro centrale ed una camera laterale ancora piena di detriti. Durante i lavori di scavo della successiva tomba KV47 di Siptah, gli operai sconfinarono nella KV32
Scoperta e scavata da Victor Loret nel 1898, è stata scavata nel 2000-2001 nell'ambito del MISR Project: Mission Siptah-Ramses X.
Solo il rinvenimento di alcune suppellettili funerarie recanti il suo nome, ha consentito di assegnarla alla regina Tia’a, moglie di Amenhotep II e madre di Thutmosi IV.
Scavi sistematici della KV32 sono stati eseguiti solo nel 2010-2015, nell'ambito del The University of Basel King’s Valley Project (trad. Progetto Valle dei Re dell’Università di Basilea) . Le risultanze di questi nuovi scavi hanno consentito di confermare la titolarietà della regina Tia’a.

### Approfondimenti
1. ↑  Le tombe vennero classificate nel 1827, dalla numero 1 alla 22, da John Gardner Wilkinson in ordine geografico. Dalla numero 23 la numerazione segue l’ordine di scoperta.
2. ↑  Il progetto vede la collaborazione, oltre l’Università di Basilea, dell’Università Americana del Cairo –Dipartimento Egittologia- e dell’Università di Zurigo –Centro di medicina evolutiva: progetto mummie egizie-; prevede lo studio e l’analisi di varie tombe della Valle dei re: KV26, KV29, KV30,  KV31,  KV32,  KV33,  KV37,  KV40,  KV59,  KV61 e la recentissima KV64.

### Fonti
1. ↑  Nicholas Reeves e Richard Wilkinson (2000), The complete valley of the Kings, New York, Thames & Hudson, p. 183.
2. ↑   Ägyptologisches Seminar: MISR: Mission Siptah – Ramses X., su aegyptologie.unibas.ch. URL consultato il 3 febbraio 2017 (archiviato dall'url originale il 4 febbraio 2017).
3. ↑   Ägyptologisches Seminar: University of Basel Kings' Valley Project, su aegyptologie.unibas.ch. URL consultato il 3 febbraio 2017 (archiviato dall'url originale il 2 agosto 2017).